# Itajahya galericulata
Itajahya galericulata es una especie de hongo de la  familia los hongos falo y parientes, la Phallaceae.

## Descripción
Itajahya galericulta comparte estas características con otras especies de la familia de hongos falo:
- El "cuerpo fructífero", o esporocarpo, surge de una estructura con forma de huevo, cuyos rastros pueden desaparecer en la madurez.
- Cuando está maduro, la "cabeza", o  píleo, sobre del tallo del cuerpo fructífero, produce una baba maloliente y llena de esporas, la  gleba.

En esta especie en particular, el pie, o  estípite, es delgado, carnoso o esponjoso, y sobre el pie se encuentra un sombrero o  píleo hueca, con forma de huevo o cilíndrica, y con una superficie granular. Esta superficie granular está compuesta por pequeños nudos de tejido arrugados rodeados de una baba pegajosa de color marrón oscuro, la gleba con sus esporas. La gleba produce un olor fuerte pero no apestoso, tal vez como el de la masa de levadura. La característica principal que distingue al género Itajahya de otros géneros de la familia es la presencia en la parte superior del píleo de un parche de tejido blanquecino, el  calyptra, o operculum.
Los hongos maduros pueden alcanzar los 15 cm de altura.

## Distribución
Se considera que Itajahya galericulata se observa raramente y es uno de los miembros menos conocidos de los hongos falo. El mapa de distribución de la especie del GBIF documenta su presencia en ambientes áridos y semiáridos de las Américas, el sur y el este de África, en India y Australia.

## Hábitat
En Australia, se dice que la Itajahya galericulata habita en las tierras de Mulga con una precipitación anual inferior a 50 cm. En Norteamérica, se dice que crece gregariamente en jardines y zonas cultivadas. En Sudáfrica, se asocia comúnmente con la Jacaranda mimosifolia sudamericana, un árbol abundantemente plantado como ornamental en jardines y a lo largo de las calles. Es posible que el hongo se haya introducido en Sudáfrica en macetas de Jacaranda mimosifolia.

## Ecología
El micelio subterráneo de Itajahya galericulata es  saprótrofo, ya que se nutre de materia orgánica en descomposición.
Al igual que otros hongos falos, su gleba olorosa atrae a los insectos. Cuando la gleba se adhiere a sus patas, los insectos transportan las esporas a nuevos lugares donde germinan y, eventualmente, pueden formar una nueva red de micelio.

## Taxonomía
Itajahya galericulata fue publicada por primera vez como especie en 1895, por Möller, en la publicación Botanische Mitteilungen aus den Tropen, con el artículo referenciado como "Bot. Mitt. Trop. 7: 79, 148 (1895). En 1996, en Czech Mycol. 48(4): 275, fue designado Phallus galericulatus por Kreisel, pero estudios recientes devolvieron el taxón a Itajahya.

## Etimología
El nombre genérico Itajahya deriva del río Itajahy en Brasil, donde se descubrió originalmente.
El nombre de la especie galericulata proviene del latín galericulatus, que significa «provisto de un pequeño casquete craneal parecido a un casco (galericulum) o galerum». Claramente esto se refiere al parche de tejido blanquecino, la caliptra, situada encima del píleo.

## Gallery
|  |  |  |